# Saison 12 de Supernatural
Chronologie
Saison 11 Saison 13
Cet article présente les vingt-trois épisodes de la douzième saison de la série télévisée américaine Supernatural.

## Synopsis
Sam et Dean doivent affronter la branche britannique des Hommes de Lettres qui souhaite étendre son influence sur l'Amérique. Dans le même temps, ils vont gérer le retour de leur mère à la suite de sa résurrection par Amara. Castiel et Crowley se lancent à la poursuite de Lucifer qui a survécu lors de l'affrontement de l'équipe contre les Ténèbres,  afin de le neutraliser une bonne fois pour toutes.

## Distribution

### Acteurs principaux
- Jared Padalecki (VF : Damien Boisseau) : Sam Winchester
- Jensen Ackles (VF : Fabrice Josso) : Dean Winchester
- Misha Collins (VF : Guillaume Orsat) : Castiel
- Mark Sheppard (VF : Fabien Jacquelin) : Crowley
- Mark Pellegrino (VF : Nicolas Lormeau) : Lucifer

### Acteurs récurrents et invités
- Samantha Smith (VF : Nathalie Bienaimé) : Mary Winchester
- Elizabeth Blackmore (VF : Ingrid Donnadieu) : Lady Toni Bevell
- Ruth Connell (VF : Julie Dumas) : Rowena
- Adam Fergus (VF : Philippe Siboulet puis Marc Saez) : Mick Davies
- David Haydn-Jones (VF : Bertrand Liebert) : Arthur Ketch
- Bronagh Waugh : Miss Watt  (épisodes 1 et 2)
- Courtney Ford (VF : Claire Baradat) : Kelly Kline
- Rick Springfield (VF : Charles Borg) : Vincent Vincente / Lucifer[1] (épisodes 2, 3 et 7)
- Woody Jeffreys (VF : Patrick Mancini puis Arnaud Arbessier) : Tommy (épisodes 2, 3 et 7)
- Adam Rose : Aaron Bass (épisode 5)
- Kim Rhodes (VF : Isabelle Ganz) : Jody Mills (épisodes 6 et 22)
- Lisa Berry (VF : Isabelle Leprince) : Billie (épisodes 6 et 9)
- Kara Royster (VF : Anne Tilloy puis Fily Keita) : Alicia Banes (épisodes 6 et 20, caméo vocal épisode 9)
- Kendrick Sampson (VF : Vincent de Bouard puis Diouc Koma) : Max Banes (épisodes 6 et 20)
- David Chisum : président Jefferson « Jeff » Rooney (épisode 8)
- Stephen Lobo (VF : Yann Peira) : Rick Sanchez (épisodes 8 et 9)
- Alicia Witt (VF : Ariane Aggiage) : Lily Sunder (épisode 10)
- Theo Devaney : Gavin MacLeod (épisode 13)
- Ali Ahn (VF : Marie Zidi) : Dagon (épisodes 13, 17 et 19)
- Rick Worthy (VF : Sylvain Lemarié) : Alpha Vampire (épisode 14)
- Nathan Mitchell (VF : Vincent Ropion) : Kelvin (épisodes 15 et 19)
- Kathryn Newton (VF : Jennifer Fauveau) : Claire Novak (épisode 16)
- Gillian Barber (VF : Blanche Ravalec) : Docteur Hess (épisodes 17, 21 et 22)
- Shoshannah Stern (VF : Katy Varda) : Eileen Leahy (épisodes 17 et 21)
- Alex Barima (VF : Nicolas Buchoux) : Drexel (épisodes 17 et 21)
- Chelsea Gill (VF : Sylvie Ferrari) : Paige (épisodes 21 et 22)
- Katherine Ramdeen : Alex Jones (épisode 22)
- Jim Beaver (VF : Jacques Bouanich) : Bobby Singer (épisode 23)
- Alexander Calvert : Jack / Nephilim (épisode 23)

### Créatures de la saison
- Anges
- Démons
- Archange
- Médium
- Vampires
- Sorcière
- Fantômes
- Loup-Garou
- Nécromanciens Nazis
- Faucheuse
- Alpha
- Chien de l'Enfer

## Production

### Développement
Le 11 mars 2016, la série est renouvelée pour une saison douze. Elle doit être composée de 22 épisodes au total. Finalement 23 épisodes sont produits et diffusés.

### Diffusions
- Aux États-Unis, la saison a été diffusée du 13 octobre 2016 au 18 mai 2017 sur The CW[4].
- En France, la saison a été diffusée 24 heures après sa diffusion nord-américaine en version originale sous-titrée sur Série Club[5] et du 25 septembre 2017 au 11 décembre 2017 en version française[6]. Elle a ensuite été partiellement diffusée en clair sur 6ter du 6 novembre 2018 au 25 décembre 2018. Les épisodes 4, 14, 17 et 22 n'ont pas été diffusés.
- Au Québec, la saison est diffusée depuis le 19 septembre 2017[7].

## Liste des épisodes

### Épisode 1:Résurrection
- États-Unis : 13 octobre 2016 sur The CW[4]
- France : 
  - 14 octobre 2016 (en VOSTFr) et 25 septembre 2017 (en VF) sur Série Club[6]
  - 6 novembre 2018 sur 6ter
- Québec : 19 septembre 2017 sur Ztele[7]

- États-Unis : 2,15 millions de téléspectateurs[8] (première diffusion)

- Samantha Smith (Mary Winchester)
- Elizabeth Blackmore (Lady Toni Bevell)
- Bronagh Waugh (Miss Watt)
- Colin Lawrence (Dr. Gregory Marion)

### Épisode 2:Mamma Mia
- États-Unis : 20 octobre 2016 sur The CW
- France : 
  - 21 octobre 2016 (en VOSTFr) et 25 septembre 2017 (en VF) sur Série Club[6]
  - 6 novembre 2018 sur 6ter
- Québec : 26 septembre 2017 sur Ztele[7]

- États-Unis : 1,61 million de téléspectateurs[9] (première diffusion)

- Rick Springfield (Vincent Vincente / Lucifer)
- Ruth Connell (Rowena)
- Samantha Smith (Mary Winchester)
- Elizabeth Blackmore (Lady Toni Bevell)
- Bronagh Waugh (Miss Watt)
- Adam Fergus (Mick Davies)

### Épisode 3:Cœurs gelés
- États-Unis : 27 octobre 2016 sur The CW
- France :
  - 28 octobre 2016 (en VOSTFr) et 2 octobre 2017 (en VF) sur Série Club
  - 13 novembre 2018 sur 6ter
- Québec : 3 octobre 2017 sur Ztele[7]

- États-Unis : 1,68 million de téléspectateurs[10] (première diffusion)

### Épisode 4:Le Cauchemar de Marga
- États-Unis : 3 novembre 2016 sur The CW
- France : 4 novembre 2016 (en VOSTFr) et 2 octobre 2017 (en VF) sur Série Club
- Québec : 10 octobre 2017 sur Ztele[7]

- États-Unis : 1,81 million de téléspectateurs[11] (première diffusion)

### Épisode 5:Fureur de vivre
- États-Unis : 10 novembre 2016 sur The CW
- France : 
  - 11 novembre 2016 (en VOSTFr) et 9 octobre 2017 (en VF)  sur Série Club
  - 13 novembre 2018 sur 6ter
- Québec : 17 octobre 2017 sur Ztele[7]

- États-Unis : 1,70 million de téléspectateurs[12] (première diffusion)

### Épisode 6:Veillée funèbre
- États-Unis : 17 novembre 2016 sur The CW
- France : 
  - 18 novembre 2016 (en VOSTFr) et 9 octobre 2017 (en VF)  sur Série Club
  - 20 novembre 2018 sur 6ter

- États-Unis : 1,80 million de téléspectateurs[13] (première diffusion)

### Épisode 7:Anguille sous Rock
- États-Unis : 1er décembre 2016 sur The CW
- France : 
  - 2 décembre 2016 (en VOSTFr) et 16 octobre 2017 (en VF)  sur Série Club
  - 20 novembre 2018 sur 6ter

- États-Unis : 1,80 million de téléspectateurs[14] (première diffusion)

- Rick Springfield (Vince Vincente)
- Woody Jeffreys (Tommy)
- Crystal Allen (Roseleen Greenfield)
- Tony Chris Kazoleas (1er membre de Ladyheart)
- Scott McNeil (2ème membre de Ladyheart)
- Kadeem Hardison (Russel Lemmons)
- Jeff Evan Todd (Gordy)
- John Connolly (Adam)

### Épisode 8:Le Nephilim
- États-Unis : 8 décembre 2016 sur The CW
- France : 
  - 9 décembre 2016 (en VOSTFr) et 16 octobre 2017 (en VF)  sur Série Club
  - 27 novembre 2018 sur 6ter

- États-Unis : 1,73 million de téléspectateurs[15] (première diffusion)

- Ruth Connell (Rowena)
- Stephen Lobo (agent Rick Sanchez)
- David Chisum (Jefferson Rooney)
- David Haydn-Jones (Arthur Ketch)
- Kathleen Duborg (agent en cheffe des services secret)
- Michael Querin (l'archevêque)
- Jeff Craigen (agent Otto])
- Philippe Prajoux (prêtre)
- Mark Brandon (Louis)

### Épisode 9:Le Deal de Billy
- États-Unis : 26 janvier 2017 sur The CW
- France : 
  - 27 janvier 2017 (en VOSTFr) et 23 octobre 2017 (en VF)  sur Série Club
  - 27 novembre 2018 sur 6ter

- États-Unis : 1,72 million de téléspectateurs[16] (première diffusion)

- Stephen Lobo (agent Rick Sanchez)
- Samantha Smith (Mary Winchester)
- David Haydn-Jones (Arthur Ketch)
- Adam Fergus (Mick Davies)
- Lisa Berry (Billie)
- Norman Browning (agent Camp)
- Tristan Shire (Norton)
- Donald Heng (Dr. Winters)
- Michael Kiapway (gardien de prison)
- Donavon Stinson (Wally)

### Épisode 10:Lily Sunder
- États-Unis : 2 février 2017 sur The CW
- France : 
  - 3 février 2017 (en VOSTFr) et 23 octobre 2017 (en VF)  sur Série Club
  - 4 décembre 2018 sur 6ter

- États-Unis : 1,73 million de téléspectateurs[17] (première diffusion)

### Épisode 11:C'est qui Dean?
- États-Unis : 9 février 2017 sur The CW
- France : 
  - 10 février 2017 (en VOSTFr) et 30 octobre 2017 (en VF)  sur Série Club
  - 4 décembre 2018 sur 6ter

- États-Unis : 1,73 million de téléspectateurs[18] (première diffusion)

### Épisode 12:La Lance de Michel
- États-Unis : 16 février 2017 sur The CW
- France : 
  - 17 février 2017 (en VOSTFr) et 30 octobre 2017 (en VF)  sur Série Club
  - 11 décembre 2018 sur 6ter

- États-Unis : 1,81 million de téléspectateurs[19] (première diffusion)

### Épisode 13:L'Étoile
- États-Unis : 23 février 2017 sur The CW
- France : 
  - 24 février 2017 (en VOSTFr) et 6 novembre 2017 (en VF)  sur Série Club
  - 11 décembre 2018 sur 6ter

- États-Unis : 1,62 million de téléspectateurs[20] (première diffusion)

### Épisode 14:Raid sur les Vampires
- États-Unis : 2 mars 2017 sur The CW
- France : 3 mars 2017 (en VOSTFr) et 6 novembre 2017 (en VF)  sur Série Club

- États-Unis : 1,63 million de téléspectateurs[21] (première diffusion)

### Épisode 15:De mauvais poil
- États-Unis : 9 mars 2017 sur The CW
- France : 
  - 10 mars 2017 (en VOSTFr) et 13 novembre 2017 (en VF)  sur Série Club
  - 11 décembre 2018 sur 6ter

- États-Unis : 1,49 million de téléspectateurs[22] (première diffusion)

### Épisode 16:Émancipation
- États-Unis : 30 mars 2017 sur The CW
- France : 
  - 31 mars 2017 (en VOSTFr) et 13 novembre 2017 (en VF)  sur Série Club
  - 18 décembre 2018 sur 6ter

- États-Unis : 1,71 million de téléspectateurs[23] (première diffusion)

### Épisode 17:Erreur de jeunesse
- États-Unis : 6 avril 2017 sur The CW
- France : 7 avril 2017 (en VOSTFr) et 20 novembre 2017 (en VF)  sur Série Club

- États-Unis : 1,57 million de téléspectateurs[24] (première diffusion)

Le début de l'épisode rappelle Harry Potter.

### Épisode 18:Black Bill
- États-Unis : 13 avril 2017 sur The CW
- France : 
  - 14 avril 2017 (en VOSTFr) et 20 novembre 2017 (en VF)  sur Série Club
  - 18 décembre 2018 sur 6ter

- États-Unis : 1,55 million de téléspectateurs[25] (première diffusion)

- Ryan McDonald (Pete Garfinkle)

Sam et Dean se présentent comme les agents du FBI Stark et Martel, un clin d’œil aux familles respectives de Game of Thrones

### Épisode 19:L'Enfant roi
- États-Unis : 27 avril 2017 sur The CW
- France : 
  - 28 avril 2017 (en VOSTFr) et 27 novembre 2017 (en VF)  sur Série Club
  - 18 décembre 2018 sur 6ter

- États-Unis : 1,38 million de téléspectateurs[26] (première diffusion)

### Épisode 20:Brindilles et ficelles
- États-Unis : 4 mai 2017 sur The CW
- France : 
  - 5 mai 2017 (en VOSTFr) et 27 novembre 2017 (en VF)  sur Série Club
  - 25 décembre 2018 sur 6ter

- États-Unis : 1,51 million de téléspectateurs[27] (première diffusion)

### Épisode 21:Lavage de cerveau
- États-Unis : 11 mai 2017 sur The CW
- France : 
  - 12 mai 2017 (en VOSTFr) et 4 décembre 2017 (en VF)  sur Série Club
  - 25 décembre 2018 sur 6ter

- États-Unis : 1,42 million de téléspectateurs[28] (première diffusion)

### Épisode 22:Je vous salue Mary
- États-Unis : 18 mai 2017 sur The CW
- France : 19 mai 2017 (en VOSTFr) et 4 décembre 2017 (en VF)  sur Série Club

- États-Unis : 1,75 million de téléspectateurs[29] (première diffusion)

### Épisode 23:L'Autre monde
- États-Unis : 18 mai 2017 sur The CW
- France : 
  - 19 mai 2017 (en VOSTFr) et 11 décembre 2017 (en VF)  sur Série Club
  - 25 décembre 2018 sur 6ter

- États-Unis : 1,65 million de téléspectateurs[29] (première diffusion)

La réplique "Say hello to my little friend" au moment où Dean va mitrailler Lucifer est une référence à Scarface.
Le titre de cet épisode fait référence au titre d'une chanson de Bob Dylan.